# Địa Cầu lưu lạc
Địa Cầu lưu lạc (tiếng Trung: 流浪地球) là một bộ phim khoa học viễn tưởng của Trung Quốc năm 2019 được đạo diễn bởi Frant Gwo, dựa trên tiểu thuyết cùng tên của Lưu Từ Hân. Phim có sự tham gia của Khuất Sở Tiêu, Lý Quang Khiết, Ngô Mạnh Đạt, Triệu Kim Mạch, Ngô Kinh, Lôi Giai Âm và Khuất Tinh Tinh. Bộ phim được chiếu rạp vào ngày 5 tháng 2 năm 2019 (đúng mùng 1 Tết Nguyên đán) bởi Tập đoàn điện ảnh Trung Quốc, cùng với tại Bắc Mỹ và Úc vào ngày 8 tháng 2.

## Nội dung
Bối cảnh diễn ra trong tương lai, khi Mặt Trời biến thành một ngôi sao đỏ, hiện tượng này có khả năng tiêu hủy hoàn toàn những hành tinh xung quanh nó. Nhằm bảo toàn Trái Đất khỏi diệt vong, các quốc gia trên thế giới đã hợp tác với Chính phủ để bắt đầu một dự án với công cuộc đẩy Trái Đất ra khỏi Hệ mặt trời sang hệ sao Alpha Centauri. Dân số loài người sau đó bị suy giảm nghiêm trọng do thảm họa thủy triều xảy ra sau khi Trái Đất dừng quay, bởi thiếu Mặt trời và ánh nắng của nó, phần lớn bề mặt hành tinh xanh bị đóng băng do nhiệt độ hạ thấp, buộc con người phải sống trong một thành phố ngầm rộng lớn.
Liu Peiqiang, một phi hành gia người Trung Quốc, hứa với con trai mình là Liu Qi, sẽ trở về sau khi thực hiện một nhiệm vụ đến trạm không gian giúp Trái Đất di chuyển khi đã ra khỏi hệ Mặt trời.
Vài năm sau, nhiệm vụ của Liu Peiqiang sắp kết thúc và anh sẽ sớm trở lại Trái Đất. Để ăn mừng năm mới của Trung Quốc, Liu Qi khi đó đã trưởng thành, đưa em gái nuôi của cậu là Han Duoduo đi lên bề mặt trong một chiếc xe tải mà họ ăn cắp bằng cách sử dụng giải phóng mặt bằng của Han Zi'ang làm tài xế xe tải. Họ bị bắt và bởi Tim và Han Zi'ang.
Khi Trái Đất đi qua Sao Mộc để dùng trọng lực, lực hấp dẫn của Sao Mộc đã tác động Trái Đất làm gây ra những trận động đất kinh hoàng và vô hiệu hóa tất cả máy đẩy, kéo Trái Đất lại gần nguy hiểm.

## Diễn viên
- Khuất Sở Tiêu trong vai Lưu Khải (tiếng Trung: 刘启)
- Lý Quang Khiết trong vai Vương Lỗi (tiếng Trung: 王磊)
- Ngô Mạnh Đạt trong vai Hàn Tử Ngang (tiếng Trung: 韩子昂)
- Triệu Kim Mạch trong vai Hàn Đóa Đóa (tiếng Trung: 韩朵朵)
- Ngô Kinh trong vai Lưu Bồi Cường (tiếng Trung: 刘培强)
- Arkady Sharogradsky trong vai Makarov
- Mike Sui trong vai Tim
- Khuất Tinh Tinh trong vai Châu Thiến (tiếng Trung: 周倩)
- Trương Diệc Trì trong vai Lý Nhất Nhất (tiếng Trung: 李一一)
- Dương Hạo Vũ trong vai Hà Liên Khoa (tiếng Trung: 何连科)
- Lý Hồng Thần trong vai Trương Tiểu Cường (tiếng Trung: 张小强)
- Dương Triệt trong vai Dương Tiệp (tiếng Trung: 杨捷)
- Khương Chí Cương trong vai Triệu Chí Cương (tiếng Trung: 赵志刚)
- Trương Hoan trong vai Hoàng Minh (tiếng Trung: 黄明)

## Sản xuất

### Tiền kỳ
Để thiết lập một bối cảnh chặt chẽ, Frant Gwo đã mời bốn nhà khoa học từ Viện Hàn lâm Khoa học Trung Quốc (CAS) làm cố vấn. 3000 tấm bản đồ và hơn 8000 gương phụ của bộ phim đã được tạo ra bởi một nhóm nghệ thuật gồm 300 người trong khoảng thời gian 15 tháng.

### Hậu kỳ
Hiệu ứng hình ảnh của bộ phim được thực hiện bởi Base VFX (Giám sát viên VFX: Varun Hadkar), Bottleship VFX, Dexter Studios, Macrograph, More VFX, Pixomondo và Black Nomad.
Phiên bản IMAX 3D của bộ phim được thực hiện bằng cách sử dụng quy trình DMR (Digital Media Remastering) độc quyền.

### Quay phim
Bộ phim bắt đầu quay vào ngày 26 tháng 5 năm 2017 tại Thanh Đảo, một thành phố bên bờ biển phía bắc tỉnh Sơn Đông của Trung Quốc, và kết thúc vào ngày 27 tháng 9 năm 2017.
Weta Workshop đã tạo ra những bộ đồ vũ trụ, exoskeletons và các vũ khí chuyên dụng.

### Âm nhạc
Tất cả nhạc phim được đồng sáng tác bởi Roc Chen (tiếng Trung: 阿鯤) và Liu Tao (tiếng Trung: 刘韬).

## Phát hành và quảng bá
Vào ngày 25 tháng 12 năm 2018, trailer chính thức đầu tiên của bộ phim đã được phát hành tại Bảo tàng Vũ trụ Hàng không Trung Quốc ở Bắc Kinh cùng với một áp phích quảng bá.
Vào ngày 30 tháng 1 năm 2019, nhà phân phối China Media Capital (CMC Pictures) có trụ sở tại Bắc Kinh tuyên bố rằng họ đã lên kế hoạch phát hành bộ phim tại Bắc Mỹ vào ngày 8 tháng 2. Công ty sẽ mở phim tại 22 thành phố ở Mỹ và 3 thành phố ở Canada, cũng như khắp Úc và New Zealand.
Địa Cầu lưu lạc được phát hành vào mùa lễ Tết nguyên đán (theo âm lịch) và kiếm được hơn 2 tỷ nhân dân tệ (232 triệu Euro) trong 6 ngày, lập kỷ lục mới cho Trung Quốc. Tính đến ngày 15 tháng 2 năm 2019, tổng doanh thu của bộ phim đạt 498 triệu USD khi tình hình khởi chiếu vẫn diễn ra tốt đẹp ở Trung Quốc. Doanh thu phòng vé cuối tuần thứ hai lại giảm 53% so với tất cả các bộ phim khác đang chiếu sau kỳ nghỉ lễ.

## Đón nhận
Zhang Yan của Guangming Daily đã cho bộ phim điểm đánh giá tích cực. Travis Johnson của Flicks đã cho nó 4/5 sao và nhận xét bộ phim thiếu phát triển nhân vật, nhưng khen ngợi hình ảnh và cho rằng đây là bộ phim khoa học viễn tưởng hay nhất năm 2019. Zhong Sheng trên tờ People's Daily đã đưa ra đánh giá tích cực cho bộ phim và nói rằng "đây không phải về những anh hùng cứu thế giới mà chính nhân loại đang cùng nhau thay đổi vận mệnh của mình". Ben Kenigsberg của tờ New York Times viết "nét ảnh máy tính mờ ám, đáng kinh ngạc như của Hollywood", và kết luận điều đó đã chứng minh rằng ngành điện ảnh Trung Quốc "có thể tự tiến bộ thế này suốt".